# Ruayer
Ruayer är en ort i Spanien.   Den ligger i provinsen Province of Asturias och regionen Asturien, i den norra delen av landet, 300 km nordväst om huvudstaden Madrid. Ruayer ligger 834 meter över havet och antalet invånare är 12 766.
Terrängen runt Ruayer är huvudsakligen kuperad, men västerut är den bergig. Ruayer ligger nere i en dal. Runt Ruayer är det ganska glesbefolkat, med 36 invånare per kvadratkilometer. Ruayer är det största samhället i trakten. I omgivningarna runt Ruayer växer i huvudsak blandskog.